# Condado de Bentheim
Bentheim ou Condado de Bentheim (em alemão:  Grafschaft Bentheim) é um distrito (Kreis ou Landkreis) da Alemanha localizado no estado de Baixa Saxônia.

## Cidades e municípios
|                                                                 | | |
| Cidades                                                         | Samtgemeinden | Samtgemeinden |
| 1. Bad Bentheim 2. Nordhorn Municípios (livres) 3. Wietmarschen | - 4. Emlichheim - Emlichheim¹ - Hoogstede - Laar - Ringe - 5. Neuenhaus - Esche - Georgsdorf - Lage - Neuenhaus1, 2 - Osterwald | - 6. Schüttorf - Engden - Isterberg - Ohne - Quendorf - Samern - Schüttorf1, 2 - Suddendorf - 7. Uelsen - Getelo - Gölenkamp - Halle - Itterbeck - Uelsen¹ - Wielen - Wilsum |
| ¹sede do Samtgemeinde; ²cidade                                  | | |